# 午後の曳航
『午後の曳航』（ごごのえいこう）は、三島由紀夫の長編小説。横浜山手を舞台に、ブティックを経営する未亡人と息子、その女性に恋する外国航路専門の船員とが織り成す人間模様と、少年たちの残酷性を描いた作品。前編「夏」、後編「冬」から成る。構成としては、前編はごく普通のメロドラマとして終わり、後編でその世界が崩壊していく様が書かれている。なお、モデルとなったブティックは横浜元町に現存する高級洋品店「THE POPPY」である。
1963年（昭和38年）9月10日に書き下ろしで講談社より刊行された。刊行される前の予定されていた題名は、「海の英雄」であった。文庫版は新潮文庫で刊行されている。翻訳版は1965年（昭和40年）のジョン・ネイスン訳（英題：The Sailor Who Fell from Grace with the Sea）をはじめ世界各国で行われている。
翻案作としては、三島没後の1976年（昭和51年）に、サラ・マイルズとクリス・クリストファーソン主演で日米英合作の映画化がなされた。また、ドイツの作曲家・ハンス・ヴェルナー・ヘンツェによる歌劇『裏切られた海』(Das verratene Meer)の原作にもなり、ベルリン・ドイツ・オペラで1990年（平成2年）5月5日に初演された。

## あらすじ
横浜市中区山手町の谷戸坂上にある家に母・黒田房子と住む13歳の登は、自分の部屋の大抽斗（ひきだし）を抜き取ったところに覗き穴があるのを偶然発見した。この家はアメリカ占領軍に接収され、その家族が一時住み洋風に改築された家だった。覗き穴からは母の部屋がよく見え、夜、裸体で自慰をする母を登は見たりしていた。房子は5年前に夫を亡くしていた。その後は夫に代わり、元町の輸入洋品店のレックスを房子が取り仕切っていた。
ある夏休みの夜、登が覗き穴を見ると、二等航海士・塚崎竜二が裸で立っていて、母が脱衣しているところであった。開け広げた窓から横浜港の汽笛が響いてきた。男が海のほうを振り向いた光景を見た登は、奇蹟の瞬間だと思い感動する。房子は船マニアの登にねだられて、貨物船見学を店の顧客の船会社重役に頼んで許可してもらい、前日に航海士の塚崎竜二と出会ったのであった。
竜二は、海に「栄光」や「大義」があると思っている孤独な風情のある逞しい男で、登はそんな竜二を「英雄」として見て憧れた。そのことを遊び仲間の同級生グループに得意げに報告していた。この少年グループの首領は、「世界の圧倒的な虚しさ」を考察し、他の少年たちに猫を解剖することを命じた。また、父親や教師の大罪について教授し、集まる数名の少年たちを「1号」「2号」などと番号で呼んでいた（登は「3号」だった）。
やがて、竜二は房子の舶来洋品店・レックスを一緒に経営するために接待用に英会話のテレビを見たり、一般教養のために下らない美術書や文学書を読み始め、店の経営のことを勉強したりするようになった。海の男・竜二を羨望していた登は戸惑い失望する。そして、ついに2人が結婚することとなり、「英雄」だった存在が「父親」となり、憧れていた船乗りの竜二が、この世の凡俗に属していくのを裏切りと登は感じる。そのことを登は首領に報告する。首領は、3号（登）を裏切った竜二を処刑しなければならない、そいつをもう一度英雄にしてやるんだと提言し、みんなに竜二の処刑を命令する。
登は竜二に、友だちにパパの航海の話をしてほしいと言い、彼を金沢区富岡の丘の上にある洞穴に案内した。竜二をおびき寄せた少年たちは睡眠薬を混ぜた紅茶と、メスやゴム手袋を隠し持っていた。

## 作品評価・研究
『午後の曳航』は、同時期の『絹と明察』と同様に、〈父親といふテーマ、つまり男性的権威の一番支配的なものであり、いつも息子から攻撃をうけ、滅びてゆくものを描かうとしたもの〉で、現代社会における父親という存在をめぐる考察がテーマとして掲げられている。またこの作品は、国内外で高い評価を受け、1967年（昭和42年）5月1日には、三島の短編集『真夏の死』がフォルメントール国際文学賞第2位受賞した際、『午後の曳航』も候補作品に挙げられた。翻訳者のジョン・ネイスンも高い評価をし、三島由紀夫と同世代の作家・司馬遼太郎も、三島事件に関する文章で、この作品を真に傑作と位置づけている。なお、『午後の曳航』担当編集者の回想に、川島勝『三島由紀夫』（文藝春秋、1996年2月）がある。
日沼倫太郎は、『午後の曳航』が発表された当時、この「成功作」の背後に「苦渋」を看取し、三島文学の中でも注目すべき転換的作品として以下のように捉えている。
田坂昂は、『午後の曳航』の二部構成の「夏」と「冬」は、「海」と「陸」といってもよいとし、三島にとっての「戦前・戦中」と「戦後」にも置き換えられると見ている。そして、竜二が振り向いた海からの汽笛（「海の潮の情念のあらゆるもの」を満載して響いてくる「海そのものの叫び声」）を「ディオニュソス」と捉え、それは三島が「古事記」論 で言及している純粋天皇・神的天皇・ヤマトタケルに置き換えられるとしている。
田中美代子は、海の男だった龍二が陸に上がり、商店経営者の〈父親〉になることは、少年たちにとって、〈大義〉のために〈死と栄光〉に向かうことを放棄した姿であり、それは他ならぬ「去勢された男の代表者」、「つね日ごろ自分たちが少年の夢と純潔とを絞殺している殺人者」だとして、少年たちが「自分たちの未来の姿」でもあるその男を死刑に処する意味を解説している。
高橋睦郎は、『午後の曳航』について、「この作品の主人公は少年たちなのだということがよくわかる。小説家三島由紀夫の死は、少年平岡公威が大人の三島由紀夫を罰した刑罰だったという気さえしてくる」と考察している。
柴田勝二は、作中内の少年たちは「非力」な存在であり、「普遍的な力を持ちえないことによってさらにイロニー化される」と指摘して、「核家族化する戦後社会の家庭において、父親が求心力を失って中心の位置を占めなくなった状況への指弾が少年たちに担わされた役割」になっていると解説している。佐藤秀明はそれを敷衍し、少年たちは、「“非力”なるがゆえに全能感を持つという小説内の論理を背負っている」と解説している。
また佐藤は、村松剛が、「子供たちの夢みがちで残忍な眼」を捉えて、『午後の曳航』を「“メルヘン”（“おとなのための童話”）」と呼んだことに触れて、「“非力”なるがゆえの全能感という転倒した論理が、現実的には“メルヘン”に見える」というその視点は、村松が解説時には妥当であったが、『午後の曳航』の発表から何十年も経過した近年において、それが単なる架空ではなくなり、「“メルヘン”ではない少年少女」が現実社会に出現してしまったことに言及しながら、神戸連続児童殺傷事件の犯人の少年「酒鬼薔薇聖斗」のような存在の出現をはからずも予見していた『午後の曳航』は、「人間の極北」を見た作者・三島が、「人間の悪を“メルヘン”ではなく可能性として描いてしまった先見の小説」だったと解説し、この「毒」のある作品を、「私たちの常識や価値観に大きな揺さぶりをかける、その意味では真に文学的な傑作である」と評している。
久保田裕子は、世界が「空つぽ」であり、「父親といふ役割そのものが悪の形」と言い切る少年グループのリーダーである首領という少年の「悪への意思」は、自分たちに「成長や成熟」を迫る学校や家庭という近代社会の制度に向けられ、大人になり、「夫―父という役割を引き受けることで家族を形成する、成長への道筋を否定して」いると考察し、以下のように作品の構造要素を解説している。
そして、「陸の世界」ではなく「海の世界」にいた竜二も別の形で、少年たちと同じように「大人になること」と反対の側を生きてきたが、30歳を越えた竜二の英雄願望は、通俗的な流行歌やメロドラマのような感傷性を帯びているのに対して、少年首領は現実生活を知らないがゆえ、「純化」した「透徹した悪の論理」として描かれていると久保田は説明している。また、覗き穴から母親の寝室での竜二の英雄性を垣間見る登と、『暁の寺』でジン・ジャンを覗き見する老人・本多との「奇蹟を見ようとする者の孤独な行為」の共通性を論考している。
松本道介は『午後の曳航』がオペラ化されたことについて触れながら、原題の『午後の曳航』のローマ字読みである「GOGO NO EIKO」について、その韻を踏んだような『午後の曳航』という題名に「ポエジーを感じる」とし、「独語訳英語訳の題名を見るにつけても『午後の曳航』という日本語を味わうことの出来る有難さを感じる」と評している。

## エピソード
映画監督の木下亮が東宝で『肉体の学校』（1965年2月封切）を手がけた後に、『午後の曳航』の映画化案を会社に提出したが、企画は通らなかった。このため、国内では映画化は実現しなかった。
また、大映京都撮影所所長の鈴木晰成が、三島も出演した映画『人斬り』（1969年8月封切）の製作後、大映プロデューサーの藤井浩明と三島と3人で飲んでいる時に、『午後の曳航』の登のような「神のごとき少年」がはたして日本にいるのか、映画化する場合に適役の子供がいるか、と三島に質問すると、「いや、鈴木さん、日本じゃ無理かもしれないけど、イタリアにはいるんだ。ギリシャにはいるんだ、神のごとき少年が」と答えたという。
そして鈴木が、『人斬り』で三島と共演した勝新太郎が『午後の曳航』の映画化を企画していることを三島に告げると、「ええっ！」と非常にびっくりしていたという。鈴木は勝の性格から、助監督か誰かに吹き込まれ、本は読まず勘で盛り上がったノリだと思い、その企画を通す条件として、「それじゃおまえ、『ごごのえいこう』と紙に書いて持ってこい。それが三島さんの本の題名どおりやったら、頼んでやるわ」と返答した。三島は、無邪気な勝の人柄を物語るそのエピソードを鈴木から聞くと、腹を抱えて笑っていたという。

## 映画
『午後の曳航』（英題: The Sailor Who Fell from Grace With the Sea）のタイトルで 1976年（昭和51年）4月封切。カラー 1時間45分。日米英合作。キネマ旬報ベストテンでは圏外の第18位となった。登場人物が全て外国人名に置き換えられてはいるが、内容は極めて原作に忠実である。当初は主役に、バート・ランカスターが第一候補となっていたが、スケジュールが合わずにクリス・クリストファーソンになった。

### スタッフ
- 製作：マーティン・ポール＋ルイス・ジョン・カルリーノ・プロダクション
- 配給：日本ヘラルド映画
- 監督・脚本：ルイス・ジョン・カルリーノ
- 音楽：ジョン・マンデル

### キャスト
【】は原作に該当する人物。
- アン・オズボーン【黒田房子】 - サラ・マイルズ（吹替：岩本多代）
- ジム・キャメロン【塚崎竜二】 - クリス・クリストファーソン（吹替：菅貫太郎）
- ジョナサン・オズボーン（3号）【黒田登】 - ジョナサン・カーン
- パーマー夫人 - マルゴ・カニンガム： オズボーン家の家政婦。
- 首領 - アール・ローデス
- 2号 - ポール・トロピア
- 4号 - ゲイリー・ロック
- 5号 - スティーブン・ブラック
- リチャード・ペティット - ピーター・クラハム： アンの経営する店の従業員。
- メアリー・イングラム - ジェニファー・トールマン： アンの経営する店の従業員。

※日本語吹替：テレビ版・初放送1978年12月6日『水曜ロードショー』ポニーから発売のVHSに収録。

### 製作
監督・脚本のルイス・ジョン・カルリーノが、1974年に日系二世の物語を映画化する準備で来日し、京都で『午後の曳航』読み、映画化を思い立つ。新しい海外合作の形を模索していた日本ヘラルド映画がこの話に乗り、製作費200万ドル（約6億円）の三分の一を出資し、映画を完成させた。カルリーノ監督は「三島作品の魅力と日本の芸術をこんな形で西洋に紹介するという、一つの挑戦だった」と述べた。

## オペラ化
ドイツの作曲家ハンス・ヴェルナー・ヘンツェが『裏切られた海』として1986年 - 1989年にオペラ化し、ベルリン・ドイツ・オペラで1990年（平成2年）5月5日に初演された（リブレットはドイツ語）。なお、当劇場はそれ以前に『金閣寺』のオペラ化（黛敏郎作曲）も委嘱・初演を行っている。
日本では以下の公演が行われた。
- 読売日本交響楽団第420回定期演奏会[25]、タイトルは原題の『午後の曳航』。
  - 2003年（平成15年）10月15日 東京・サントリーホール
  - 指揮：ゲルト・アルブレヒト（改訂は彼の提案による）。日本語歌詞制作・監修：藁谷郁美、猿谷紀郎
  - 出演：緑川まり、高橋淳、三原剛、石崎秀和、米良美一、井原秀人、ほか
  - ※ 改訂日本語版による初演、演奏会形式。平成15年度芸術祭参加。
- 東京交響楽団第516回定期演奏会 「裏切られた海（Das verratene Meer）」[26]
  - 2004年（平成16年）6月19日 東京・サントリーホール
  - 指揮：秋山和慶。演出：実相寺昭雄。舞台監督：幸泉浩司
  - 出演：ピア＝マリー・ニルソン、ピーター・マーシュ、クラウディオ・オテッリ、大久保光哉、ダニエル・ブベック、星野聡、ほか
  - ※ ドイツ語オリジナル版（字幕付き）による日本初演、演奏会形式。

その後、さらに改訂して40分曲を追加した新版が2006年のザルツブルク音楽祭で8月26日に初演された。日本語初版同様、指揮はアルブレヒト、出演は緑川まり、高橋淳、三原剛らが担当したが、演奏は、読売日響が参加できなかったためイタリア放送交響楽団が行った。ライブ録音がCD化されている。

## おもな刊行本
- 『午後の曳航』（講談社、1963年9月10日） NCID BN10999805
  - 装幀：麹谷宏。クロス装。白色帯。260頁
  - 口絵写真1頁1葉（著者肖像。撮影：今井寿恵）。帯（裏）に江藤淳「三島由紀夫の文学」
- 文庫版『午後の曳航』（新潮文庫、1968年7月15日。改版1990年12月10日、新版2020年11月1日）
  - カバー装幀：村上芳正（新版は変更）。解説：田中美代子。新版解説：久間十義
- 『午後の曳航』（講談社・現代文学秀作シリーズ、1970年9月4日）
  - 装幀：大沢昌助。ビニールカバー、紙装・黒色帯。解説：野口武彦
  - 口絵写真1頁1葉（著者肖像。撮影：野上透）。
- 新装版『午後の曳航』（講談社、1976年5月24日）
  - カバー装幀：大沢昌助。紙装・黒色帯。
  - 帯（背）に「映画化原作」、帯（表）に「ヘラルド映画原作/The Sailor who fell from grace with the sea」とあり、映画のスチール1葉。
- 英文版『Sailor Who Fell from Grace with the Sea』（訳：ジョン・ネイスン）（Penguin Books Ltd、1970年5月。Vintage、1994年）

### 全集収録
- 『三島由紀夫全集14巻（小説XIV）』（新潮社、1974年3月25日）
  - 装幀：杉山寧。四六判。背革紙継ぎ装。貼函。
  - 月報：川島勝「『午後の曳航』の頃」。《評伝・三島由紀夫 11》佐伯彰一「伝記と評伝（その2）」。《同時代評から 11》虫明亜呂無「『美しい星』などをめぐって」
  - 収録作品：「美しい星」「午後の曳航」「音楽」
  - ※ 同一内容で豪華限定版（装幀：杉山寧。総革装。天金。緑革貼函。段ボール夫婦外函。A5変型版。本文2色刷）が1,000部あり。
- 『決定版 三島由紀夫全集9巻 長編9』（新潮社、2001年8月10日）
  - 装幀：新潮社装幀室。装画：柄澤齊。四六判。貼函。布クロス装。丸背。箔押し2色。
  - 月報： ドナルド・リチー「三島の思い出――最後の真の侍――」。川島勝「三島由紀夫の豪華本」。［小説の創り方9］田中美代子「人間を改造する」
  - 収録作品：「愛の疾走」「午後の曳航」「肉体の学校」「『午後の曳航』創作ノート」